# Marlenheim
Marlenheim település Franciaországban, Bas-Rhin megyében. Lakosainak száma 4200 fő (2022. január 1.). Marlenheim Dahlenheim, Fessenheim-le-Bas, Furdenheim, Kirchheim, Nordheim, Wangen és Wasselonne községekkel határos.

## Népesség
A település népességének változása:
| Lakosok száma | 4005 | 4217 | 4298 | 4250 | 4267 | 4250 | 4230 | 4211 | 4200 |
|               | 2013 | 2015 | 2016 | 2017 | 2018 | 2019 | 2020 | 2021 | 2022 |